# Aralia elata
Aralia elata (Miq.) Seem., 1868 (in inglese Japanese Angelica tree) è una pianta legnosa appartenente alla famiglia delle Araliacee.

## Descrizione
Aralia elata è un piccolo albero o cespuglio deciduo a portamento verticale, che cresce fino a 6 m in altezza.
La corteccia è ruvida e grigia ed è munita di spine. 
Le foglie sono alternate, larghe, e pennata doppia. I fiori sono prodotti in grandi umbelle (lunghe circa 60–120 cm) nella tarda estate; ogni fiore è piccolo e bianco. Il frutto è una piccola drupa nera.
Aralia elata è strettamente correlata alla specie americana Aralia spinosa, con la quale è facilmente confusa.

## Distribuzione e habitat
Aralia elata è nativa della Russia orientale, della Cina, della Corea e del Giappone. 
In Giappone è nota come tara-no-ki (Katakana: タラノキ / Kanji: 楤木) e in Corea come dureup namu (두릅나무). L'albero è stato introdotto nel 1830 negli Stati Uniti d'America. Gli uccelli apprezzano i suoi frutti e stanno disperdendo i suoi semi, facendo sì che la pianta si stia espandendo come specie invasiva negli Stati Uniti nordorientali.
Predilige terreni argillosi profondi parzialmente ombreggiati, ma cresce anche in terreni più poveri e in pieno sole.

## Usi

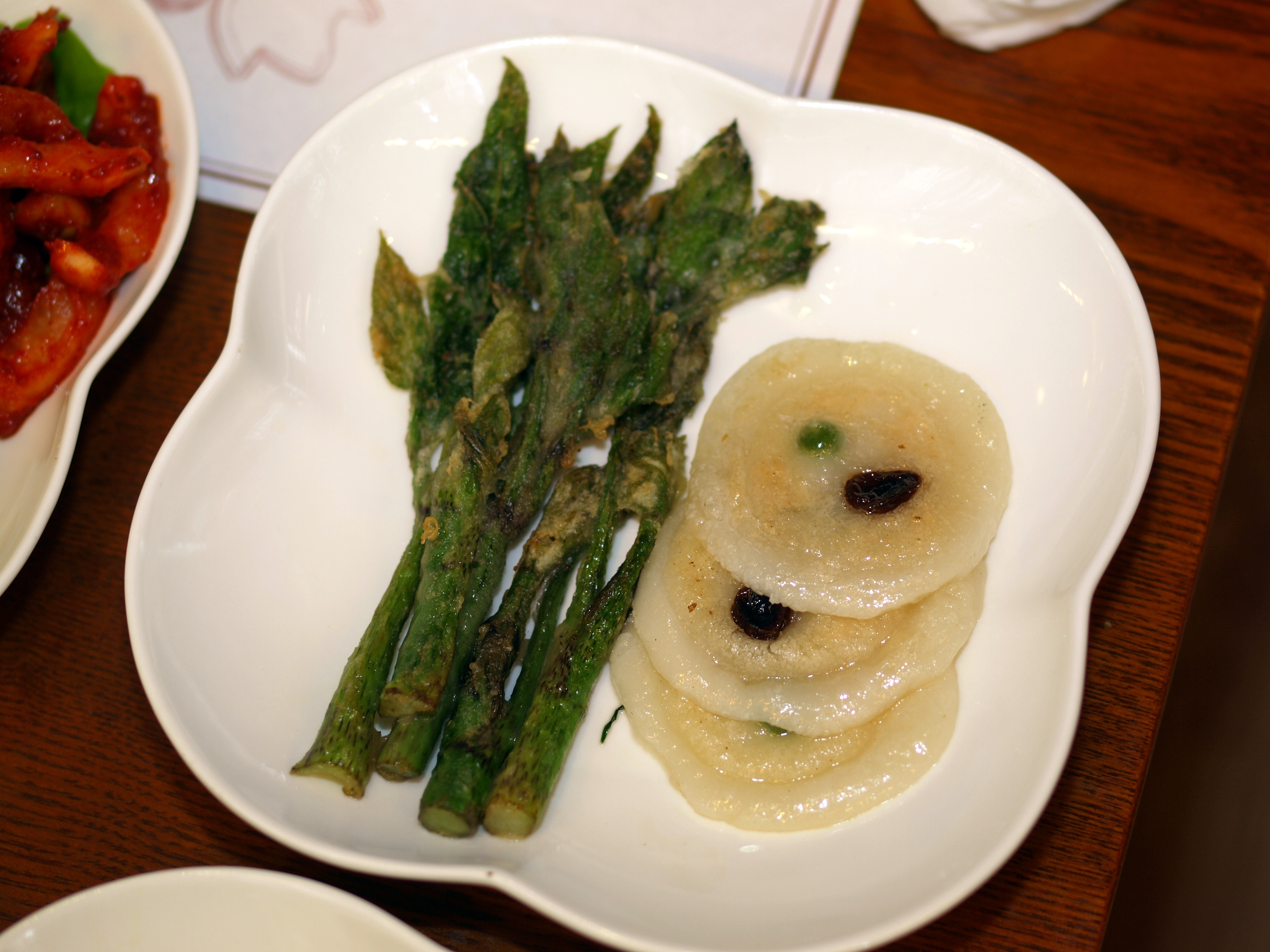
Dureup bugak (두릅부각), germogli fritti di Aralia elata e chal jeonbyeong (찰전병).

In Giappone, i germogli si mangiano in primavera. Sono raccolti dalle estremità dei rami e fritti in pastella di tempura.
Nella cucina coreana, i suoi germogli, chiamati dureup, sono usati nella preparazione di vari piatti, come il dureup jeon (두릅전), che è una varietà di alimento, pietanza simile a una frittella, preparata friggendo i germogli ricoperti con pezzi di carne di bue e pastella.
Il dureup namul (두릅나물), chiamato anche dureup muchim (두릅무침) è un piatto preparato lessando il dureup stagionato con gochujang (pasta al peperoncino).
Inoltre, è comune mangiare l'Aralia elata come dureup bugak (두릅부각), germogli della pianta fritti ricoperti da pasta di riso con glutine, solitamente serviti con chal jeonbyeong (찰전병), un tipo di frittella preparata friggendo la farina di riso con glutine.